# Rex Cawley
Warren Jay „Rex“ Cawley (* 6. Juli 1940 in Highland Park, Michigan; † 21. Januar 2022 in Orange, Kalifornien) war ein US-amerikanischer Leichtathlet und Olympiasieger. Bei einer Körpergröße von 1,83 m betrug sein Wettkampfgewicht 75 kg.
Rex Cawley konnte bei den AAU-Meisterschaften 1959 alle drei Hürdenläufe unter den besten sechs Athleten beenden. Im selben Jahr schrieb er sich an der University of Southern California ein. Cawley startete bereits bei den US-Trials für die Olympischen Spiele 1960, konnte sich aber mit 50,7 Sekunden im 400-Meter-Hürdenlauf als Siebter nicht qualifizieren. In den zwei Folgejahren hatte Cawley mit Verletzungen zu kämpfen, konnte jedoch 1963 sowohl den Meistertitel der AAU als auch der NCAA über 440 Yards gewinnen.
Bei seiner zweiten Teilnahme an den Trials in Los Angeles verbesserte Cawley mit 49,1 Sekunden den Weltrekord des Italieners Salvatore Morale, der bei 49,2 Sekunden stand. Hinter ihm qualifizierten sich William Hardin mit 49,8 Sekunden und James Luck mit 50,4 Sekunden. Bei den Olympischen Spielen 1964 schied William Hardin, Sohn des Olympiasiegers von 1936 Glenn Hardin, im Halbfinale aus, James Luck wurde Fünfter im Finale. Rex Cawley gewann das Finale des 400-Meter-Hürdenlaufs in 49,6 Sekunden vor dem Briten John Cooper und Salvatore Morale, die beide mit 50,1 Sekunden ins Ziel kamen.
1965 konnte Rex Cawley erneut den Meistertitel der AAU gewinnen, ehe er noch im selben Jahr verletzungsbedingt seine Karriere beendete.
Aufgrund seiner sportlichen Erfolge wurde Cawley 2006 in die National Track and Field Hall of Fame aufgenommen.
Nach seiner Karriere war er in der Medizin- und Elektronikbranche tätig und wurde später Reiseleiter.